# Vöröshangyaformák
A vöröshangyaformák (egybütykös hangyák, illetve igazi hangyák; Formicinae) a hártyásszárnyúak (Hymenoptera) rendjébe tartozó hangyák (Formicidae) legnépesebb alcsaládja. Ebbe tartozik többek között a legnagyobb termetű hangyafaj, az óriás amazonhangya (Polyergus rufescens).

A vöröshangyaformák és a bütyköshangyaformák dolgozóinak fő testtájai (angol jelkulccsal)

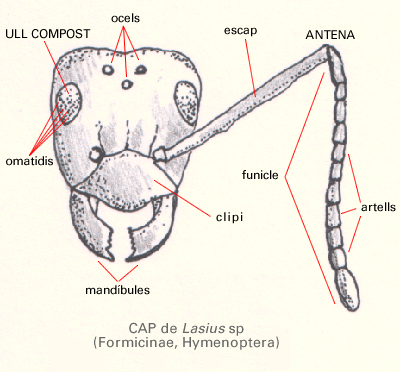
Feketehangya (Lasius sp.) dolgozójának feje (angol jelkulccsal)

## Származásuk, elterjedésük
Magyarországon 9 nem 56 faja honos:
- feketehangya (Lasius):
  - kövi feketehangya (Lasius alienus)
  - pusztai feketehangya (Lasius bombycina)
  - rozsdáshátú feketehangya (Lasius brunneus)
  - vöröstorú feketehangya (Lasius emarginatus)
  - keleti feketehangya (Lasius neglectus)
  - közönséges feketehangya (Lasius niger)
  - erdei feketehangya (Lasius platythorax)
  - homoki feketehangya (Lasius psammophilus)
  - kartonépítő fahangya (Lasius fuliginosus)
  - keleti borostyánhangya (Lasius carniolicus)
  - gyakori borostyánhangya (Lasius flavus)
  - ligeti borostyánhangya (Lasius myops)
  - balkáni borostyánhangya (Lasius balcanicus)
  - ritka borostyánhangya (Lasius bicornis)
  - citromszagú borostyánhangya (Lasius citrinus)
  - déli borostyánhangya (Lasius distinguendus)
  - sztyeppi borostyánhangya (Lasius jensi)
  - homoki borostyánhangya (Lasius meridionalis)
  - északi borostyánhangya (Lasius mixtus)
  - bolgár borostyánhangya (Lasius nitidigaster)
  - berki borostyánhangya (Lasius umbratus)

- ragyogóhangya (Prenolepis):
  - közönséges ragyogóhangya (Prenolepis nitens)

- törpehangya (Plagiolepis):
  - fészekrontó törpehangya (Plagiolepis ampeloni)
  - halvány törpehangya (Plagiolepis pallescens)
  - lapos törpehangya (Plagiolepis pygmaea)
  - homoki törpehangya (Plagiolepis taurica)
  - élősdi törpehangya (Plagiolepis xene)

- kapushangya (Colobopsis):
  - közönséges kapushangya (Colobopsis truncata)

- lóhangya (Camponotus):
  - szőrös lóhangya (Camponotus aethiops)
  - nyerges lóhangya (Camponotus atricolor)
  - ligeti lóhangya (Camponotus fallax)
  - óriás lóhangya (Camponotus herculeanus)
  - vörös lóhangya (Camponotus lateralis)
  - faodvasító lóhangya (Camponotus ligniperda)
  - szurkos lóhangya (Camponotus piceus)
  - sárgalábú lóhangya (Camponotus tergestinus)
  - fekete lóhangya (Camponotus vagus)

- fürgehangya (Cataglyphis):
  - fekete fürgehangya (Cataglyphis aenescens)
  - vörös fürgehangya (Cataglyphis nudus)

- vöröshangya (Formica):
  - kis vöröshangya (Formica polyctena)
  - réti vöröshangya (Formica pratensis)
  - erdei vöröshangya (Formica rufa)
  - pirosfejű vöröshangya (Formica truncorum)
  - hamvas rabszolgahangya (Formica cinerea)
  - pusztai rabszolgahangya (Formica clara)
  - gyakori rabszolgahangya (Formica cunicularia)
  - kormos rabszolgahangya (Formica fusca)
  - fakó rabszolgahangya ( Formica fuscocinere)
  - szurkos rabszolgahangya (Formica gagates)
  - hegyi rabszolgahangya (Formica lemani)
  - vörös rabszolgahangya (Formica rufibarbis)
  - vérvörös rablóhangya (Formica sanguinea)
  - nagy vitézhangya (Formica exsecta)
  - kis vitézhangya (Formica pressilabris)

- amazonhangya (Polyergus)
  - rabszolgatartó amazonhangya (Polyergus rufescens)

## Megjelenésük, felépítésük
Egybütykös hangyáknak azért nevezik őket, mert első potrohszelvényük elkeskenyedett, nyélpikkely formájában potrohnyéllé alakult, és erről a keskeny szelvényről egy bütyök ered. Fullánkjuk és méregmirigyük csökevényes. Pygidiális mirigyük visszafejlődött, teljesen hiányzik.
Mivel csak egy potrohszelvényük alakult potrohnyéllé, viszonylag nagy potrohukban viszonylag sok táplálékot képesek raktározni (Tartally).

## Életmódjuk, élőhelyük
Bolyaik jórészt felszín alatti járatok, illetve üregek. Föléjük főleg növényi anyagokat kupacolnak fel. Az erdei vöröshangya (Formica rufa) bolyaiban egymilliónál is több egyed élhet (Foitzik–Fritsche, 9. old.).
A harcban rágóikkal ejtenek sebet, és ebbe a sebbe potrohuk végéből hangyasavat fecskendeznek.
Lárváik kokont szőnek és abban bábozódnak — mi több, a kokont általában akkor is sikerül megszőniük, ha a dolgozók nem halmoznak fel körülöttük törmeléket (Tartally).

## Rendszertani felosztásuk
Az alcsaládot 13 nemzetségre bontják összesen 66 nemmel. Néhány nem nemzetségbe sorolatlan, mások besorolása bizonytalan. Az alábbi besorolás a Wikifajok Formicinae lapjának 2022. februári állapotát követi. Ez eltér az egyik forrásmunkánkban (Csathó et al.) megadott beosztástól.

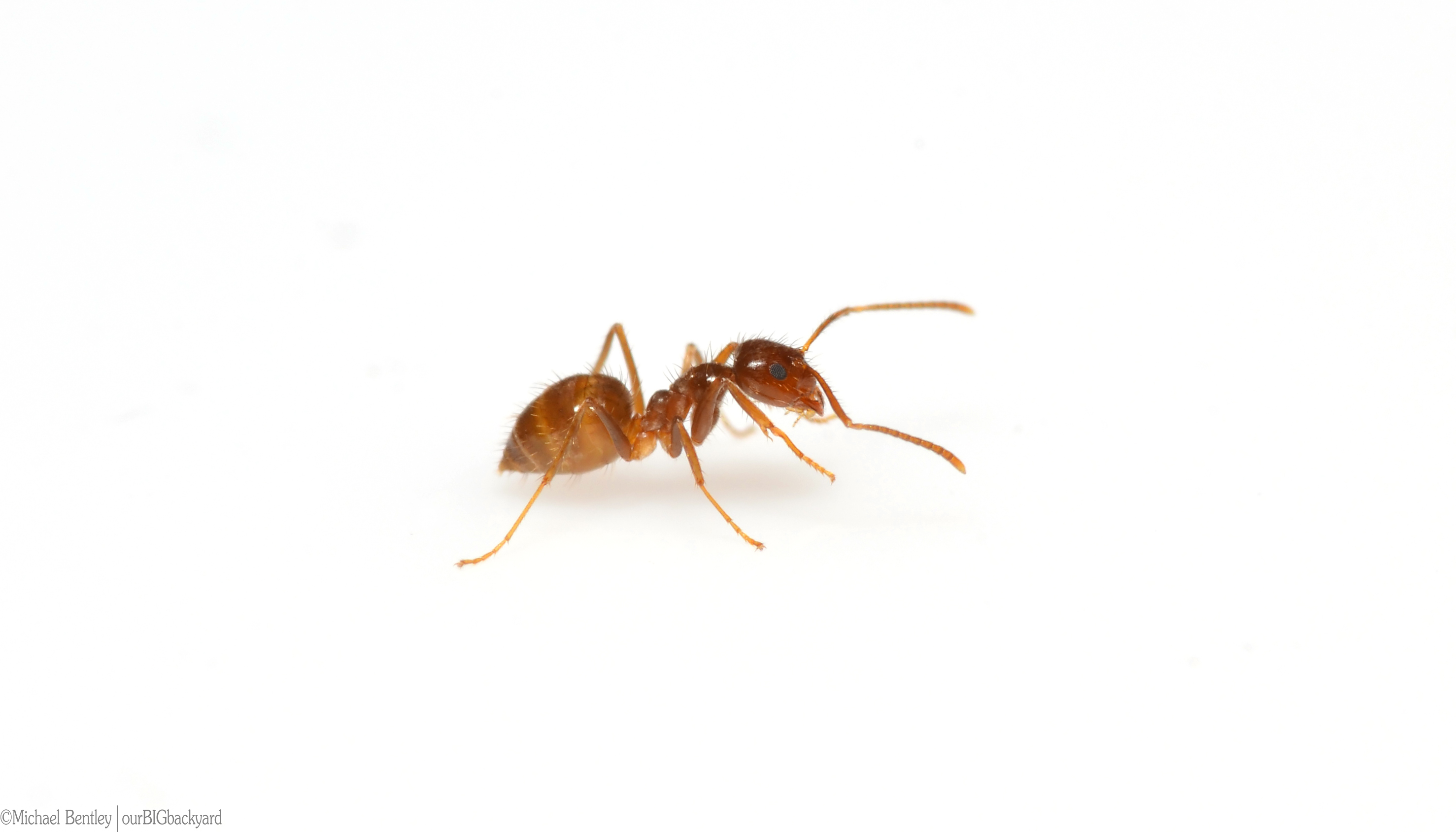
A sárgásbarna őrülthangya (Nylanderia fulva) a 2010-2020-as években az amerikai kontinensen az egyik legveszélyesebb inváziós faj.

- feketehangya-rokonúak nemzetsége (Lasiini) 5 alnemzetség 9 nemével:
  - juhászhangya (Acropyga)
  - kergehangya (Anoplolepis)
  - feketehangya (Lasius)
  - mézesbödönhangya (Myrmecocystus)
  - őrülthangya (Nylanderia)
  - ragyogóhangya (Prenolepis)
  - Cladomyrma
  - Lasiophanes
  - Prolasius
  - Stigmacros
  - Teratomyrmex

- törpehangya-rokonúak nemzetsége (Plagiolepidini) 17 nemmel:
  - törpehangya (Plagiolepis)
  - ragyogóhangya (Prenolepis)
  - Agraulomyrmex
  - Aphomomyrmex
  - Brachymyrmex
  - Bregmatomyrma
  - Euprenolepis
  - Lepisiota
  - Myrmelachista
  - Paraparatrechina
  - Paratrechina
  - Petalomyrmex
  - Pseudaphomomyrmex
  - Pseudolasius
  - Tapinolepis
  - Zatania

- lóhangyarokonúak nemzetsége (Camponotini) 12 (9 + 3) nemmel:
  - lóhangya (Camponotus)
  - kapushangya (Colobopsis)
  - színjátszóhangya (Calomyrmex)
  - Colobopsis
  - Echinopla
  - Forelophilus
  - Opisthopsis
  - Overbeckia
  - Phasmomyrmex
  - Polyrhachis
  - †Camponotites
  - †Chimaeromyrma
  - †Pseudocamponotus

- Vöröshangya-rokonúak nemzetsége (Formicini) 11 (8 + 3) nemmel:
  - fürgehangya (Cataglyphis)
  - vöröshangya (Formica)
  - amazonhangya (Polyergus)
  - sztyepphangya (Proformica)
  - Alloformica
  - Bajcaridris
  - Iberoformica
  - Rossomyrmex
  - †Cataglyphoides
  - †Conoformica
  - †Protoformica

- Gesomyrmecini nemzetség 4 (2 + 2) nemmel:
  - Gesomyrmex
  - Santschiella
  - †Prodimorphomyrmex
  - †Sicilomyrmex

- nagyszeműhangya-rokonúak (Gigantiopini) nemzetség 1 nemmel:
  - nagyszeműhangya (Gigantiopis)

- Melophorini nemzetség 1 nemmel:
  - Melophorus

- Myrmecorhynchini nemzetség 3 nemmel:
  - Myrmecorhynchus
  - Notoncus
  - Pseudonotoncus

- ördöghangya-rokonúak (Myrmelachistini) nemzetsége 1 nemmel:
  - ördöghangya (Myrmelachista)

- gaviálhangya-rokonúak (Myrmoteratini) nemzetség 1 nemmel:
  - gaviálhangya (Myrmoteras)

- Nostigmatini nemzetség 1 nemmel:
  - Notostigma

- szövőhangya-rokonúak (Oecophyllini) nemzetség 1 nemmel:
  - szövőhangya (Oecophylla)

- nemzetségbe sorolatlan öt kihalt nem:
  - †Imhoffia
  - †Kyromyrma
  - †Leucotaphus
  - †Protrechina
  - †Tylolasius

### Magyarországon nem élő, ismertebb fajok
- ördöghangya (Myrmelachista)
  -     - kolumbiai ördöghangya (Myrmelachista schumanni)

- feketehangya (Lasius)

- - feketehangya alnem (L. Lasius):
    - amerikai feketehangya (Lasius americanu)
    - osztrák feketehangya (Lasius austriacus)
    - déli feketehangya (Lasius illyricus)
    - újvilági feketehangya (Lasius neoniger)
    - mezei feketehangya (Lasius paralienus)

- - Acanthomyops alnem (L. Acanthomyops):
    - nyugati borostyánhangya (Lasius occidentalis)

- - Austrolasius alnem (L. Austrolasius):
    - osztrák borostyánhangya (Lasius reginae)

  - Chtonolasius alnem (L. Chtonolasius):
    - amerikai borostyánhangya (Lasius minutus)

- mézesbödönhangya (Myrmecocystus)
  -     - kövi mézesbödönhangya (Myrmecocystus melliger):
    - mexikói mézesbödönhangya (Myrmecocystus mexicanus)

- ragyogóhangya (Prenolepis)
  -     - amerikai ragyogóhangya (Prenolepis imparis)
    - ázsiai ragyogóhangya (Prenolepis naoroji)

- őrülthangya (Nylanderia)
  -     - sárga őrülthangya (Nylanderia fulva)

- szövőhangya (Oecophylla)
  -     - afrikai szövőhangya (Oecophylla longinoda)
    - ázsiai szövőhangya (Oecophylla smaragdina)

- kergehangya (Anoplolepis)
  -     - sárga kergehangya (Anoplolepis gracilipes)

- juhászhangya (Acropyga)
  -     - közönséges juhászhangya (Acropyga acutiventris)

- nagyszeműhangya (Gigantiopis)
  -     - közönséges nagyszeműhangya (Gigantiops destructor)

- gaviálhangya (Myrmoteras)
  -     - indiai gaviálhangya (Myrmoteras indicum)

- kapushangya (Colobopsis)
  -     - indokínai kapushangya (Colobopsis leonardi)
    - robbanó kapushangya (Colobopsis saundersi)
    - kancsókalakó kapushangya (Colobopsis schmitzi)

- lóhangya (Camponotus):
  -     - óriáshangya (Camponotus gigas) — 2016-ig Dinomyrmex gigas
    - amerikai lóhangya (Camponotus americanus)
    - ezüstös lóhangya (Camponotus auriventris)
    - gesztenyevörös lóhangya (Camponotus castaneus)
    - rozsdás lóhangya (Camponotus chromaiodes)
    - mozambiki lóhangya (Camponotus cinctellus)
    - ausztrál lóhangya (Camponotus consobrinus)
    - dél-afrikai lóhangya (Camponotus cosmicus)
    - vérvörös lóhangya (Camponotus cruentatus)
    - szakállas lóhangya (Camponotus discolor)
    - harcias lóhangya (Camponotus fellah)
    - kertészhangya (Camponotus femoratus)
    - borneói lóhangya (Camponotus festinus)
    - floridai lóhangya (Camponotus floridanus)
    - aranyszőrű lóhangya (Camponotus fulvopilosus)
    - csíkos lóhangya (Camponotus habereri)
    - mézgyűjtő lóhangya (Camponotus inflatus)
    - hosszúlábú lóhangya (Camponotus irritans)
    - japán lóhangya (Camponotus japonicus)
    - ragyogó lóhangya (Camponotus lownei)
    - foltos lóhangya (Camponotus maculatus)
    - Mocsáry-lóhangya (Camponotus mocsaryi)
    - borzas lóhangya (Camponotus mutilarius)
    - szapora lóhangya (Camponotus nicobarensis)
    - hamvas lóhangya (Camponotus parius)
    - kínai lóhangya (Camponotus pseudoirritans)
    - szecsuáni lóhangya (Camponotus pseudolendus)
    - argentin lóhangya (Camponotus rosariensis)
    - változékony lóhangya (Camponotus rufoglaucus)
    - kétszínű lóhangya (Camponotus sayi)
    - lombjáró lóhangya (Camponotus senex)
    - pirosfejű lóhangya (Camponotus singularis)
    - ezüstszőrű lóhangya (Camponotus storeatus)
    - turkesztáni lóhangya (Camponotus turkestanicus)
    - turáni lóhangya (Camponotus turkestanus)
    - rozsdásfejű lóhangya (Camponotus vestitus)

- horgashangya (Polyrhachis)
  -     - kétszínű horgashangya (Polyrhachis bicolor)
    - fészekszövő horgashangya (Polyrhachis dives)
    - indonéz horgashangya (Polyrhachis rastellata)
    - mangróvehangya (Polyrhachis sokolova)

- színjátszóhangya (Calomyrmex)
  -     - pompás színjátszóhangya (Calomyrmex splendidus)

- fürgehangya (Cataglyphis)
  -     - sivatagi fürgehangya (Cataglyphis bicolor)

- sztyepphangya (Proformica)
  -     - ibériai sztyepphangya (Proformica ferreri)
    - Kaszab-sztyepphangya (Proformica kaszabi)
    - mongol sztyepphangya (Proformica mongolica)

- vöröshangya (Formica)
  -     - havasi vöröshangya (Formica lugubris)
    - kétszínű vöröshangya (Formica obscuripes)
    - változékony vöröshangya (Formica pallidefulva)
    - alpesi vöröshangya (Formica paralugubris)
    - kis vöröshangya (Formica polyctena)
    - portyázó vöröshangya (Formica subintegra)
    - szibériai vöröshangya (Formica uralensis)

- amazonhangya (Polyergus)
  -     - prérilakó amazonhangya (Polyergus breviceps)
    - fekete amazonhangya (Polyergus nigerrimus)
    - szamurájhangya (Polyergus samurai)